# Mundos de Vida
A Mundos de Vida, Associação para a Educação e Solidariedade, é uma instituição localizada em Lousado, Famalicão, cuja missão é afirmar os direitos e responder às necessidades das crianças, pessoas idosas e suas famílias.
Foi fundada em 1984 e, hoje, oferece serviços agrupados em sete áreas de actividade: centro de educação da infância, centro de protecção à infância, centro integral para a terceira idade, centro da família e inserção social, centro do conhecimento e formação e centro da saúde e bem-estar.
A Mundos de Vida que se afirma como uma instituição de referência no seu sector, com base em modelos de intervenção tendencialmente individualizados e referidos às melhores boas práticas nacionais e internacionais, tem, actualmente, um quadro de mais de 60 colaboradores e um volume de actividade da ordem do milhão e meio de euros.
Creche, jardim de infância, ATL, centro juvenil, centro temporário de crianças em risco, lar de crianças e jovens, preservação familiar, acolhimento familiar, desenvolvimento infantil, apoio ao domicílio, centro de dia e lar de idosos, constituem os principais serviços da instituição.